# 田舎饅頭

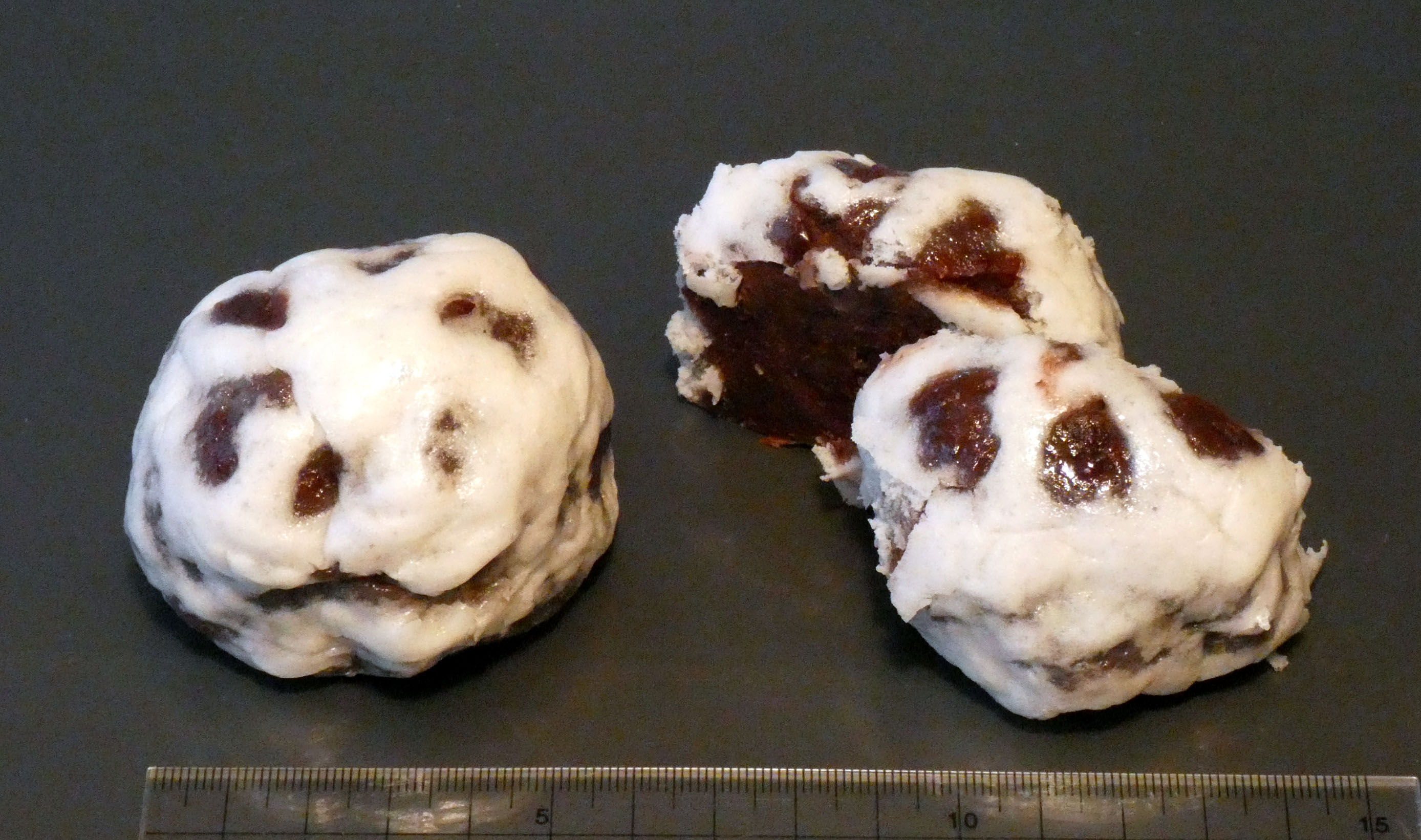

田舎饅頭（いなかまんじゅう）は、中のつぶし餡が薄皮の所々からのぞいている蒸し饅頭。岩肌に雪が吹きつけられたような姿から吹雪饅頭とも、宮崎県、特に延岡市ではやぶれ饅頭とも、呼び方が分かれる。普通の蒸し饅頭を作るときは生地と餡の割合が1:2（いわゆる三ッ種）だが、田舎饅頭では1:4が目安になる。山芋や小麦粉で作った生地で餡を包み、せいろなどの蒸し器で蒸して作る。